# Лоднянка
Лоднянка (словац. Lodnianka) — річка в Словаччині, ліва притока Кисуці, протікає в окрузі Кисуцьке Нове Место.
Довжина приблизно 6.9-7.3 км. Витік знаходиться в масиві Кисуцька Верховина (частина Воєнне — схил гори Прегиб) — на висоті близько 750 метрів. Протікає територією сіл Лодно і Кисуцький Лесковець..
Впадає в Кисуцю на висоті приблизно 355-360 метрів.